# Lorien Legacies
Lorien Legacies est une série de sept romans de science-fiction pour adolescents, écrits par James Frey et Jobie Hughes, sous le pseudonyme collectif de Pittacus Lore.
La saga comporte sept tomes publiés, aux États-Unis et en France : Numéro Quatre (I Am Number Four), sorti en 2010, est le premier livre de cette série. Il est suivi, en 2011, par Le Pouvoir des Six (The Power of Six), La Révolte des Neuf (The Rise Of Nine) en 2012, L'Empreinte de Cinq (The Fall of Five) en 2013, La Revanche de Sept (The Revenge of Seven) en 2014 et Le Destin de Dix (The Fate of Ten) en 2015. Le dernier tome, United As One, est sorti en 2016 aux États-Unis. L'ensemble de ces livres sont publiés par HarperCollins.
En plus des sept tomes de la série principale, depuis 2011, douze romans courts ont paru en format numérique puis ont été regroupés par trois pour la parution de quatre livres. Ils se regroupent sous le nom I Am Number Four: The Lost Files (littéralement : « Je suis Numéro Quatre : les fichiers perdus »). Bien qu'ils ne fassent pas partie de la série principale, ils restent néanmoins situés dans le même univers. En plus de ces douze romans courts, quatre autres hors-série sont sortis aux États-Unis le 13 août 2012, afin de donner des précisions sur l'univers Loric et les personnages.

## Série principale:The Lorien Legacies
La série principale de The Lorien Legacies est constituée de sept tomes, publiés entre 2010 et 2016 aux États-Unis et de 2011 à 2017 en France.
1. Numéro Quatre, J'ai lu, 2011 ((en) I Am Number Four, 2010)
2. Le Pouvoir des Six, J'ai lu, 2012 ((en) The Power of Six, 2011)
3. La Révolte des Neuf, J'ai lu, 2013 ((en) The Rise Of Nine, 2012)
4. L'Empreinte de Cinq, J'ai lu, 2014 ((en) The Fall of Five, 2013)
5. La Revanche de Sept, J'ai lu, 2015 ((en) The Revenge of Seven, 2014)
6. Le Destin de Dix, J'ai lu, 2016 ((en) The Fate of Ten, 2015)
7. Tous pour Un, J'ai lu, 2017 ((en) United As One, 2016)

### Tome 1:Numéro Quatre
Dans ce tome nous suivons les aventures de John Smith, un adolescent de quinze ans, qui vient de la planète Lorien, et d'Henri, son Cêpan (son protecteur), qui ont élu domicile sur la planète Terre afin de fuir les Mogadoriens, une autre race étrangère qui chasse John et huit autres Lorics adolescents. Ces neuf adolescents sont des Gardanes, un groupe du peuple loric envoyé sur Terre lorsque Lorien fut attaquée. À mesure que les années s'écoulent, ils développent progressivement des dons particuliers, appelés « Héritages ». Leurs Cêpans, qui sont aussi des Lorics, n’acquièrent pas d'héritages, mais deviennent souvent des protecteurs et des mentors pour les jeunes Gardanes. Les adolescents sont protégés par un sortilège qui leur permet d'être tués, uniquement, dans l'ordre numérique qui leur a été attribué initialement. Les trois premiers Gardanes ont été tués, et John est Numéro Quatre. Après une mésaventure en Floride, John et Henri se déplacent vers Paradise, dans l'Ohio. Dans ce village, John tombe amoureux de Sarah Hart, se fait des ennemis, comme Mark James (le conflit sera résolu plus tard), devient le meilleur ami de Sam Goode, et trouve un chien qu'il nomme Bernie Kosar. Finalement, Sam et Sarah finissent par découvrir le secret de John, mais le gardent, et le soutiennent. À la fin de ce premier tome, les Mogadoriens finissent par retrouver John et Henri. Alors, une bataille a lieu au lycée de Paradise. Numéro Six retrouve John juste avant que la bataille ne commence, après une longue traque. Numéro Six, John, Sarah, Mark, Sam, Henri, et Bernie Kosar, qui se révèle être finalement un Chimæra, une créature capable de se transformer en monstre, entament le combat contre les Mogadoriens. Les Mogadoriens perdent la bataille, mais Henri meurt et Bernie Kosar est grièvement blessé. Après tous ces ravages, John et Henri sont soupçonnés de terrorisme. John est forcé de quitter sa petite amie, Sarah, à cause du danger. John, Sam, Six et Bernie Kosar entrent alors à la recherche du reste des Gardanes afin de s'unir et se battre contre les Mogadoriens avant qu'ils ne prennent le contrôle de la Terre.

### Tome 2:Le Pouvoir des Six
L'histoire est racontée par quelques-uns des Gardanes. John Smith fuit avec Sam, Six et Bernie Kosar. Ils cherchent d'autres survivants Lorics. Pendant ce temps, Numéro Sept (Marina), qui s'est cachée dans le couvent de Sainte Thérèse en Espagne, cherche des informations sur John après sa bataille héroïque à Paradise. John décide de revenir à Paradise. D'abord ils passent par la maison de Sam, parce que le père de Sam était le contact Loric de Quatre et Henry sur Terre. Sam révèle un symbole dans le jardin, qui découvre une porte, et il semblerait qu'il s'agisse du bureau de son père, Malcolm. Ils découvrent aussi le cadavre de Pittacus Lore, enfin il est très probable qu'il s'agisse de celui-ci. Tout de suite après, une explosion retentit, et des dizaines de Mogadoriens arrivent. Après les avoir éliminés, John va saluer Sarah, sa petite copine, mais il s'agit en fait d'une embuscade des agents fédéraux. Sam et lui sont emprisonnés, mais un piken (un monstre mogadorien) attaque la prison et ils réussissent à s'échapper à l'aide de Six. Pendant ce temps, Marina se lie d'amitié avec Ella, une nouvelle pensionnaire du couvent et continue de fréquenter Hectòr Ricárdo, l’alcoolique du village. Mais des traces de Mogadoriens apparaissent rapidement. Avant qu'ils ne partent, une embuscade des Mogadoriens a lieu au couvent. Crayton, le Cêpan d'Ella, qui se révèle être une autre Loric, Numéro Dix plus précisément arrivée avec le deuxième vaisseau, vient les aider. Aux États-Unis, John et ses amis découvrent un objet du coffre de John, qui montre la Terre, et entendent un cri depuis l'Espagne. Six décide d'y aller, puisqu'elle sent la présence d'un Gardane. Sam avec John, quant à eux, se rendent à la base des Mogadoriens en Virginie Occidentale. Sept, Hector Ricárdo, Crayton et Ella s'enfuient du village, après que les Mogadoriens ont tué Adelina, la Cêpane de Marina. Six arrive pour les aider à combattre les Mogadoriens. Ils gagnent mais Hector meurt. Sam et John parviennent à récupérer deux coffre lorics dans la grotte des Mogadoriens, et réussissent à libérer Numéro Neuf, jusqu'ici emprisonné. Seuls Quatre et Neuf parviennent à s'enfuir, puisqu'ils n'ont pas pu sauver Sam. Juste après, arrive le vaisseau du chef des Mogadoriens, Setrakus Ra. John veut y retourner, mais un champ de force les en empêche, et Neuf le persuade qu'il ne peut plus rien faire.

### Tome 3:La Révolte des Neuf
Le livre commence du point de vue de Numéro Six. Avec Marina, Ella et Crayton, ils embarquent dans un avion, direction l'Inde. Basée sur des rumeurs d'internet, ils découvrent qu'il existe un garçon en Inde qui posséderait des pouvoirs. Selon les Indiens, il serait l'incarnation de Dieu sur Terre. Le groupe, lui, pense plutôt qu'il s'agit d'un Gardane et part à sa recherche. Parallèlement, John et Neuf parviennent à échapper aux Mogadoriens et au FBI. John se sent coupable d'avoir abandonné Sam dans la caverne des Mogadoriens et veut retourner là-bas pour le sauver, mais Neuf l'en empêche avec véhémence. Six et son groupe arrivent en Inde et découvrent que le garçon mystérieux est en réalité Numéro Huit. Huit leur révèle que son Cêpane, Reynolds, est mort et accompagne finalement le groupe de Gardanes. Avant qu'ils n'arrivent à s'échapper, ils sont surpris par des Mogadoriens et dans le combat, Crayton finit par mourir. Huit pense qu'il peut les sauver en utilisant son don de téléportation, mais son pouvoir n'est pas complètement développé et Six finit séparée du groupe et perdue au milieu d'un désert au Nouveau Mexique. Étant seule, elle s'arrête dans la base du gouvernement Nord-américain et est arrêté par des agents, qui sont maintenant unis avec les Mogadoriens contre les Loriens. Avec la tablette du père de Sam, John arrive à découvrir l'emplacement d'autres Loriens. Ella développe le don de la télépathie et elle parvient alors à communiquer avec John pour qu'il aille sauver Six. Avec cela, Quatre, Sept, Huit, Neuf et Dix se réunissent, plus forts que jamais. Six perd son combat contre Setrakus Ra, et finit par être arrêtée, mais les Lorics finissent par chasser tous les Mogadoriens de la base et ils libèrent Six. Le livre se termine ici, avec tous les Gardanes ensembles, sauf Numéro Cinq, qui pensent revenir, un jour, sur Lorien.

### Tome 4:L'Empreinte de Cinq
Le livre commence du point de vue de Sam, emprisonné dans une base mogadorienne qui est libéré par son père, Malcolm qu'il pensait mort. Les gardanes ont trouvé la localisation de Numéro Cinq et vont aller le chercher. Ils le retrouvent et se font attaquer par des Mogadoriens, pendant que Quatre et Six, rejoints par Malcolm et Sam, ramènent Cinq à Chicago dans leur "base". Ils vont s'entraîner tous ensemble et découvrir, pendant une mission dans les Everglades, que Cinq est en fait du côté des mogadoriens. Pendant ce temps à Chicago, Ella est plongée dans une sorte de coma. Quatre essaie de la réveiller et se retrouve plongée dans un rêve où Six est assassiné par Cinq. Dans les Everglades, Cinq essaye de rallier Marina (Sept) et Huit à sa cause mais ils refusent. Il tente alors de tuer Neuf qu'il déteste mais Huit s'interpose et est tué. Marina, amoureuse de Huit, et déchirée par sa mort se découvre un nouvel Héritage (le pouvoir de glacer ce qui l'entoure) et crée une stalagmite qui crève l'œil de Cinq. À Chicago, la mort de Huit entraîne le réveil de Quatre qui se retrouve au milieu d'un combat entre Sam, Sarah, Malcolm et les mogadoriens. Il réussit à sauver les trois humains mais doit pour cela laisser Ella se faire capturer par les Mogadoriens. Le roman s'achève par la rencontre entre Quatre et Adam, un mogadorien rebelle, ami de Malcolm.

### Tome 5:La Revanche de Sept
Après l'attaque de Chicago, Dix s'est faite capturer par Setrakus Ra et se trouve dans le vaisseau amiral. Quatre, Sam, Sarah, Malcolm et Adam, un ami mogadorien sont en fuite aux États-Unis. Celui-ci révèle avoir reçu de numéro Un son Don. Le petit groupe découvre que Mark tente de les aider en recoupant des infos sur les Mogadoriens et le projet ProMog. Sarah part le rejoindre avec Bernie Kosar.
Pendant ce temps, Six, Sept et Neuf cherchent à sortir des marécages où Cinq les a emmené pour leur tendre un piège. Ils retrouvent le corps de Huit et le transporte aux États-Unis, grâce à l'aide d'Adam qui a piraté un vaisseau Mog. Ce dernier dirige le groupe de Gardanes vers une base que Quatre, Sam, Malcolm et lui ont pris d'assaut à Ashwood.
Au sein de cette base, Malcolm découvre une vidéo de son emprisonnement où il explique comment se servir des Pierres Phénix pour "ressusciter" Lorien. Marinna, Six, Adam partent en Amérique du Sud vers un temple Maya, pour cette mission emportant avec eux les cendres d'Henry et le corps de Huit.
Quatre, Sam, et Neuf foncent (à New York pour empêcher l'invasion des Mogs).
Ella apprend à ses dépens que Cinq regrette la mort de Huit et accepte de s'échapper du vaisseau amiral de Setrakus Ra où ils sont retenus prisonniers. Le chef des Mogadoriens les interrompt, jette Cinq par-dessus bord et fait d'Ella un être sans réelle volonté.
Au Sud, Six, Sept et Adam libèrent Lorien, dieu ou Entité absolu, sur la Terre.
À New York, l'invasion commence. À l'aide d'Ella, Quatre réussit presque à tuer Setrakus mais est stoppé par Cinq.
Le chef se replie avec Ella dans l'Anubis.
Cinq et Neuf démarrent un combat et sont perdus de vue par Quatre.
Alors qu'un monstre s'apprête à tuer, notre héros Sam le stoppe par télékinésie.

### Tome 6:Le Destin de Dix
Le livre débute après la plus grosse offensive sur New-York, où Quatre et Sam aident des victimes à s'échapper et cherchent Neuf et Cinq qui ont continué à se battre. Pendant ce temps-là, Marina, Adam et Six d'abord essayent de partir du Mexique où ils ont libéré l'entité; et ensuite ils se préparent à attaquer Setràkus Ra, et sauver Ella qui a été transformé en partie en Mogadorienne. John et Sam trouvent une humaine du nom de Daniela qui possède des pouvoirs comme les gardanes. Cinq donne rendez-vous à John à la statue de la liberté si celui-ci ne vient pas il aura une « nouvelle cicatrice ». Aidé de l'agent Walker ils y vont et trouvent Cinq avec un bout de métal dans le torse et Neuf inconscient à ses pieds. Après s'être fait soigner, ils se font attaquer par le « Chasseur ». Du côté de Six, Adam et Marina rejoints par Sarah, Mark et le « Gardien », l'Anubis détruit le sanctuaire. Setràkus Ra et Ella hypnotisée entourés d'une centaine de soldats descendent du vaisseau, en se dirigeant droit vers la source. Les gardants tuent les soldats mais Setràkus Ra a déjà allumé sa machine qui commence à aspirer l'entité. Cette dernière s'arrête lorsque Ella saute dans le puits de l'entité. Son esprit sort alors de son corps pour se connecter à « Don » comme elle l'appelle. Grâce à son pouvoir, elle rassemble tous ceux possédant les pouvoirs pour leur montrer pourquoi ils se battent. Rassemblés dans la chambre de anciens, John fait un discours sur la guerre. Revenus dans leur corps, Six parvient à blesser grièvement Setràkus Ra au prix de nombreuses blessures. John découvre que son don de guérison est en fait le Ximic, le don du copiage anciennement possédé par Pittacus Lore. Daniela et John parviennent à tuer le chasseur grâce au nouveau pouvoir de Daniela. Le livre se termine par un appel de Sarah à John où celle-ci meurt.

## SérieAux origines de la série Numéro Quatre
1. Les Héritages, J'ai lu, 2018 ((en) The Legacies, 2012)
2. (en) Secret Histories, 2013
3. (en) Hidden Enemy, 2014
4. (en) Rebel Allies, 2015
5. (en) Zero Hour, 2016

Douze romans-courts (aussi appelés : « novellas ») sont parus aux États-Unis, en format numérique, sous le titre commun : I Am Number Four: The Lost Files , suivis d'un sous-titre. Au total, cette série The Lost Files est composée de quatre trilogies.
Les histoires des « Fichiers perdus » n'ont pas de lien direct, chacune suivant son propre déroulement, tout en restant toujours dans l'univers de la série principale et des autres livres.

### Tome 1:Les Héritages
Les trois premiers romans-courts (Six's Legacy, Nine's Legacy et The Fallen Legacies) ont été rassemblés dans un recueil publié aux États-Unis en 2012 puis traduit en français et publié en 2018 sous le titre : Les Héritages (I Am Number Four: The Lost Files: The Legacies).

#### L'Héritage de Six
L'Héritage de Six (Six’s Legacy) est sorti aux États-Unis le 26 juillet 2011. Ce roman-court est raconté de la perspective d'un autre personnage de Pittacus Lore, Numéro Six. Avant d'avoir rencontré John à Paradise, dans l'Ohio, elle a vécu longtemps avec sa Cêpane Katarina. Katarina a protégé Six pendant toutes ces années. Mais elles ont été capturées par les Mogadoriens et Katarina a été tuée. En prison, Six développe son don d'invisibilité et l'utilise pour s'échapper. Avant de partir, cependant, elle décide de se venger du Mogadorien qui a tué Katarina. Quelque temps après, elle entend parler de choses étranges qui se seraient passées dans l'Ohio, et décide de s'y rendre en bus.

#### Le Don de Neuf
Le Don de Neuf (Nine's Legacy) a été publié le 28 février 2012. Il est raconté de la perspective d'un autre personnage de Pittacus Lore, Numéro Neuf. Neuf et son Cêpan, Sandor, vivent dans un appartement de grand standing, en haut du John Hancock Center. Neuf rencontre une fille et commence à l'apprécier. Mais, finalement, il se rend compte qu'il s'agit d'un piège. Les Mogadoriens l'ont utilisée pour l'approcher. Ils tenaient sa famille en captivité, pour la forcer à les aider. Les Mogadoriens ont torturé Sandor pour faire parler Neuf, mais il n'a donné aucune information. Finalement, Neuf tue Sandor pour le sortir de cette misère, et lui éviter toute cette souffrance.

#### Les Dons déchus
Les Dons déchus (The Fallen Legacies) est sorti le 24 juillet 2012. Il est raconté de la perspective d'Adamus Sutekh, le fils d'un général mogadorien. Le livre commence devant le Washington Monument, à Washington D.C.. Adam et son frère adoptif Ivan font leurs devoirs quand ils sont appelés par leur père. Les Mogadoriens ont trouvé des informations sur l'emplacement de Numéro Un. Adam et Ivan accompagnent leur père en Malaisie pour tuer Numéro Un. Une fois revenus à l'un des camps de Mogadoriens, son père lui demande de s'installer sur une machine spéciale, qui est connectée à son corps. Durant son sommeil profond, il rencontre le fantôme de Numéro Un. Il revit alors sa vie sur Terre jusqu'à ce qu'elle soit tuée, et comprend alors l'objectif final des Mogadoriens. Quand Adam se réveille, cela fait trois ans qu'il s'est endormi. Il se réveille juste à temps pour accompagner son père et Ivan pour une mission, qui est de trouver Numéro Deux. Adam arrive à son appartement, et lui dit qu'il est là pour l'aider. Au même moment, Ivan arrive. Il pense qu'Adam essaye de duper le Gardane, et le tue lui-même. Cependant, après, Adam détruit un poste qui permettait à Numéro Deux de contacter d'autres Loriens. Le temps passe, et Numéro Trois est finalement localisé. Les Mogadoriens vont le chercher au Kenya. Adam et Ivan rencontrent un garçon nommé Hannu: c'est Numéro Trois. Adam essaye de l'avertir, mais c'est trop tard, son père le tue. Le livres se termine sur la chute d'Adam dans un ravin.

### Tome 2:I Am Number Four: The Lost Files: Secret Histories
Aux États-Unis, les trois romans-courts suivants (The Search for Sam, The Last Days of Lorien et The Forgotten Ones) ont été rassemblés dans une collection, pour être publiés en format papier le 23 juillet 2013 sous le titre: I Am Number Four: The Lost Files: Secret Histories (littéralement: Je Suis Numéro Quatre : Les Fichiers Perdus : Histoires Secrètes).

#### I Am Number Four: The Lost Files: The Search for Sam
I Am Number Four: The Lost Files: The Search for Sam (littéralement: Je Suis Numéro Quatre : Les Fichiers Perdus : la Recherche de Sam), a été publié le 26 décembre 2012. Il est raconté de la perspective d'Adamus Sutekh. Il reprend là, où le dernier roman-court s'est arrêté.

#### I Am Number Four: The Lost Files: The Last Days of Lorien
I Am Number Four: The Lost Files: The Last Days of Lorien (littéralement: Je Suis Numéro Quatre : Les Fichiers Perdus : Les Derniers Jours de Lorien) est sorti le 9 avril 2013. Ce roman-court revient dans le passé, et nous met dans l'univers de Lorien avant qu'il n'ait été attaqué par les Mogadoriens. Il est raconté de la perspective de Sandor (le Cêpan de Neuf).

#### I Am Number Four: The Lost Files: The Forgotten Ones
I Am Number Four: The Lost Files: The Forgotten Ones (littéralement: Je Suis Numéro Quatre : Les Fichiers Perdus : Les Oubliés) a été publié le 23 juillet 2013. Il est raconté de la perspective, encore une fois, d'Adamus Sutekh. C'est la troisième, et dernière fois que nous avons le point de vue du fils d'un général mogadorien, qui s'est rangé du côté loric.

### Tome 3:I Am Number Four: The Lost Files: Hidden Enemy
Aux États-Unis, les romans-courts 7, 8 et 9 (Five's Legacy, Return to Paradise et Five's Betrayal) ont été rassemblés dans une collection, pour être publiés en format papier le 22 juillet 2014 sous le titre: I Am Number Four: The Lost Files: Hidden Enemy (littéralement: Je Suis Numéro Quatre : Les Fichiers Perdus : Ennemi Caché).

#### I Am Number Four: The Lost Files: Five's Legacy
I Am Number Four: The Lost Files: Five's Legacy (littéralement: Je Suis Numéro Quatre : Les Fichiers Perdus : l'Héritage de Cinq) est le septième livre des Fichiers Perdus. Initialement prévu pour être publié le 23 décembre 2013, il est sorti, finalement, en livre numérique le 11 février 2014. Le roman-court est centré autour des origines de Numéro Cinq, y compris le peu de temps qu'il a passé avec son Cêpan, Rey, et sa capture finale par les Mogadoriens.

#### I Am Number Four: The Lost Files: Return to Paradise
Dans ce prologue de cent pages, nommé Return to Paradise (littéralement: Retour à Paradise), on découvre ce qui s'est passé à Paradise après l'attaque des Mogadoriens, du point de vue de Mark James, le nouvel ami de John. Après que John a quitté la ville pour retrouver le reste des Gardanes, Mark est resté pour recoller les morceaux. Son école a été détruite, sa maison a complètement brûlé, et pire encore, Mark connaît maintenant le secret de John : il sait qu'il y a des étrangers sur Terre et que certains d'entre eux veulent détruire la race humaine. Même si le FBI les poursuit, lui et Sarah Hart, Mark essaye de retrouver une vie normale. Mais un jour, quand Sarah disparaît, il sait qu'il ne peut plus rester ici à ne rien faire. Sa volonté de la retrouver va le mener à se faire de nouveaux alliés et il va découvrir un point important du plan des Mogadoriens. Il a été publié le 15 avril 2014, exclusivement en livre numérique.

#### I Am Number Four: The Lost Files: Five's Betrayal
Dans ce neuvième roman-court, on découvre la vérité sur la vie et l'histoire de Numéro Cinq avec les Mogadoriens.
Dans cette suite de I Am Number Four: The Lost Files: Five's Legacy on retrouve Numéro Cinq qui décide d'intégrer les rangs de l'armée des Mogadoriens. Les Mogadoriens ont réussi à le convaincre qu'ils seront les vainqueurs de cette guerre pour la Terre, et Cinq préfère être du côté des vainqueurs. Il réalise que la seule chose qui compte c'est de survivre, donc il s'allie avec les ennemis jurés de Lorien, et promet d'aider les Mogadoriens à vaincre les mêmes gens qu'il a dû protéger. On découvre comment Cinq est devenu un des adversaires les plus dangereux de la Terre et de Lorien.
I Am Number Four: The Lost Files: Five's Betrayal (littéralement: Je Suis Numéro Quatre : Les Fichiers Perdus : la Trahison de Cinq) est sorti le 22 juillet 2014.

### Tome 4:I Am Number Four: The Lost Files: Rebel Allies
Aux États-Unis, les romans-courts 10, 11 et 12 (The Fugitive, The Navigator et The Guard) ont été rassemblés dans une collection, pour être publiés en format papier le 28 juillet 2015 sous le titre: I Am Number Four: The Lost Files: Rebel Allies (littéralement: Je Suis Numéro Quatre : Les Fichiers Perdus : Les Alliés Rebelles).

#### I Am Number Four: The Lost Files: The Fugitive
I Am Number Four: The Lost Files: The Fugitive (Littérature: Je Suis Numéro Quatre : Les Fichiers Perdus : Le Fugitif) est le dixième roman-court de la série The Lost Files. Dans celui-ci Mark James est en fuite, devient même un hors-la-loi, et fera tout ce qu'il faut pour sauver Sarah Hart et aider les Gardanes.
Il s'agit d'un prologue de I Am Number Four: The Lost Files: Return to Paradise. Dans ce roman-court on revient avec Mark qui est en fuite à Dulce, au Nouveau Mexique, évitant d'être capturé par les Mogadoriens ou le FBI. Sur la route, son nouvel allié mystérieux, un blogueur qu'il connaît sous le nom de Guard, lui envoie un paquet, pour l'aider dans sa recherche de Sarah. À l'intérieur il y trouve, de l'argent liquide, de l'équipement de haute technologie et des armes de pointe. Mark se demande qui est alors cet homme énigmatique.

#### I Am Number Four: The Lost Files: The Navigator
I Am Number Four: The Lost Files: The Navigator (littéralement: Je Suis Numéro Quatre : Les Fichiers Perdus : Le Navigateur) est publié le 21 avril 2015.

#### I Am Number Four: The Lost Files: The Guard
I Am Number Four: The Lost Files: The Guard (littéralement: Je Suis Numéro Quatre : Les Fichiers Perdus : La Garde) est publié le 28 juillet 2015.

### Tome 5: I Am Number Four: The Lost Files: Zero Hour
Aux États-Unis, les romans-courts 13, 14 et 15 (Legacies Reborn, Last Defense et Hunt for the Guard) ont été rassemblés dans une collection, pour être publiés en format papier le 31 mai 2016 sous le titre: I Am Number Four: The Lost Files: Zero Hour (littéralement: Je suis numero quatre: Les Fichiers Perdus: L'Heure Zero)

#### I Am Number Four: The Lost Files: Legacies Reborn
I Am Number Four: The Lost Files: Zero Hour (littéralement: Je suis numero quatre: Les Fichiers Perdus: Renaissance des Dons) est le treizième roman-court de la série Lost Files. Il est publié le 24 novembre 2015. Dedans, Daniela est en plein dans l'invasion de New York.
Cela se passe un peu avant que Daniela rencontre John et Sam. Plus précisément quand elle découvre ses pouvoirs. Elle fait tout un voyage pour retrouver sa mère et finit par suivre les gardanes.

#### I Am Number Four: The Lost Files: Last Defense
I Am Number Four: The Lost Files: Last Defense (littéralement: Je suis numéro quatre: Les Fichiers Perdus: Dernière Défense) est le quatorzième roman-court de la série Lost Files. Il est publié le 23 février 2016. Il raconte l'histoire de Malcolm juste après que Neuf, John, Sam et Cinq partent pour New York.
Il se fait aborder par des agents du gouvernement pour l'emmener dans une base secrète pour fournir des informations au président. Entre temps ils se font attaquer par des vaisseaux Mog.

#### I Am Number Four: The Lost Files: Hunt for the Guard
I Am Number Four: The Lost Files: Hunt for the Guard (littéralement: Je suis numero quatre: Les Fichiers Perdus: Chasse aux Gardanes) est le quinzième roman-court de la série Lost Files. Il est publié le 31 mai 2016. C'est un roman en trois parties; Phiri Dun-Ra, Vintaro Üshaba et Rexicus Saturnus.
La première partie est racontée par Phiri Dun-Ra, la fille d'un général mogadorien éminent. Elle même ayant un rang assez élevé. Le roman se déroule juste après que Setrakus Ra soit blessé fatalement par Six. Phiri Dun-Ra réclame le contrôle de l'Anubis et poursuit le vaisseau de Lexa. Elle retourne ensuite à la base de Virginie Occidentale pour soigner leur "Chef Bien Aimé".
La seconde partie est racontée par Vintaro Üshaba, un dirigeant mogadorien Incubé. Il est à la recherche de nouveaux gardanes humains pour les expérimentations du docteur Zacos.
La dernière partie est racontée par Rexicus Saturnus, un Mog Originel « ami » d'Adamus. Il est troublé par la vision du monde qu'Adam lui a présenter pendant le temps qu'ils ont passé ensemble. La plupart du roman se déroule dans sa tête et avec ses émotions.

## Hors-série
Il existe quatre hors-série, directement publiés sur le site officiel, depuis le 13 août 2012. Ceux-ci ne font pas parties de la série principale, ni de la série The Lost Files, bien qu'ils restent néanmoins dans l'univers de Lorien. Ceux-ci apportent des précisions sur différents personnages.
- I Am Number Four: Eight's Origin donne plus d'explications sur la vie menée par Numéro Huit, présent dans La Révolte des Neuf.
- I Am Number Four: Sarah's Journal raconte en quelques lignes, le point de vue de Sarah quand elle rencontra John dans le premier tome de la saga.
- I Am Number Four: Sam's Journal raconte en quelques lignes, comme celui de Sarah, le point de vue de Sam quand il rencontra John dans le premier tome de la saga.
- I Am Number Four: Pittacus Lore Transmissions nous délivre des secrets concernant les Lorics, les Gardanes et leurs Cêpans.

## Personnages principaux[24]

### Mark James
Mark James est le quaterback de l'équipe de football de l'école et un tyran envers Sam et John. La rancune envers John vient du fait qu'il se rapproche de Sarah, son ex-petite copine. Après avoir essayé de lui faire du mal en la kidnappant, tandis que John et Sarah faisaient un tour de "train hanté" pendant Halloween, John utilise ses pouvoirs pour la sauver. Fou de rage, il essaye d'arracher le bras de Mark en le mettant à terre, mais est arrêté in extremis par Sarah lui demandant de l'épargner. Mark fut suffisamment intimidé, et une trêve s'est faite entre eux. Plus tard dans l'histoire, la maison de Mark brûle après une fête, John sauve Sarah alors pris des flammes et par la même les chiens de Mark. Ce dernier découvre ce qu'est réellement John, après avoir vu une vidéo du sauvetage de Numéro Quatre. Il se range aux côtés de John à la fin du livre et promet de veiller sur Sarah jusqu’à son retour. Dans Le Pouvoir des Six, même s'il ne pouvait dire la vérité, il jure que John n'avait rien à voir avec la destruction de l'école et de sa maison. Dans le septième tome, il trahit Numéro Quatre en révélant l'emplacement d'une base secrète aux Mogadoriens car Setrakus Ra lui a promis de ressusciter Sarah Hart.

### Sarah Hart
Sarah Hart est la petite amie de John. Sarah est dépeinte comme une fille intelligente, une belle adolescente aux cheveux blonds, qui a aussi un an de plus que John. Elle est à l'origine pom-pom girl, et l'ex-petite amie de Mark James, quaterback de l'école. Elle est passionnée par la photographie et les animaux. Après que John a utilisé ses capacités pour la sauver d'un incendie, elle apprend sa véritable nature. Malgré la distance qui sépare Numéro Quatre d'elle, dans Le Pouvoir des Six, elle n'en reste pas moins amoureuse ; même si le doute plane autour d'elle.

### Sam Goode
Sam Goode, de son vrai prénom Samuel Goode, est le meilleur ami de John. Sam est un croyant dévoué aux extraterrestres et aux conspirations étrangères, il croit d'ailleurs que son père a été enlevé par l'un d'eux puisque dans ses dernières recherches, le père de Sam a étudié la vie extraterrestre et il a essayé d'en suivre des traces. Il soupçonne John d'être un extraterrestre lorsqu'ils sont attaqués pendant Halloween par Mark et ses amis et que ses mains s’illuminent, trahissant son don de Lumen, mais il n'en obtient la certitude qu'après avoir vu John, lutter contre les trois hommes à Athens qui étaient les auteurs du magazine "Ils Sont Parmi Nous". Il est dépeint comme un gamin dégingandé avec des lunettes, qui appartenaient à son père, il dit "qu'il essaie de voir à travers les yeux de son père". Au cours de la bataille contre les Mogadoriens, Sam sauve la vie de John en tuant l'un des soldats. Il décide d'accompagner John et Numéro Six loin de Paradise en laissant sa mère folle et son beau-père derrière lui. Le seul don développé pour l'instant est:
- Télékinésie - Il développe ce don en plein combat lors de l'attaque de New-York.
- Commander les objets électroniques - Il développe ce don dans le septième tome Tous pour Un. Il le découvre avec six dans sa chambre de Patience Creek. - se rapproche du don Elecomun (pouvoir de contrôler les courants électriques)

### Daniela
Elle est l'une des premières gardes humaines à être trouvée par John et Sam. Ses dons sont:
- Télékinésie - Comme tous les Gardanes lorics et humains, elle est capable de déplacer des objets à l'aide de son esprit.
- Vision pétrifiante - Elle est capable de transformer en pierre ce qu'elle voit.

### Les Gardanes Humains
Les Gardanes Humains, dont font partie Sam et Daniela cité plus haut, sont apparus après que l'énergie de Lorient se soit répandu sur Terre grâce à Dix, Sept et Adam à la fin du « Destin de Dix ». Nous en connaissons cinq :
- Nigel - C'est un jeune à anglais à qui on ne connait de pouvoir que la télékinésie. Il a parcouru l'Europe pour rassembler des Gardanes Humains avant d'atteindre les chutes du Niagara et de rejoindre Quatre.
- Ran - On ne sait de Ran que très peu de choses, excepté qu'elle soit japonaise car elle ne parle jamais. C'est la Gardanes humaines la plus sûre d'elle et possède, outre la télékinésie, la capacité de faire exploser des objets en les touchant.
- Caleb - Pendant tous leurs séjours à la base de Patience Creek, les Gardanes ont cru que Caleb, un jeune américain aux ordres du général avait un jumeau. En réalité, son pouvoir consiste à se dupliquer même s'il ne peut pas dépasser les trois clones.
- Bertrand - Allemand, il fait partie du groupe de Nigel et Ran. C'est le premier Gardane Humain à avoir eu un véritable don, en plus de la télékinésie, qui es là faculté de contrôler les insectes.
- Fleur - Celle-ci est le dernier membre de l'équipe de Nigel. Française, elle ne possède que la télékinésie comme pouvoir et meure avec Bertrand à la fin de " Tous pour un ", brûlé par Phiri dun Rà.

### John Smith / Daniel Jones / Numéro Quatre
John Smith est un Gardane, un Loric qui possède certains dons et aptitudes qui l'aident à se protéger lui et les autres. Ces pouvoirs, ou "Dons", commencent à apparaître au fur et à mesure que l'histoire se développe. À la fin des romans, ses héritages Lorics sont les suivants:
- Télékinésie - Tout Gardane Loric a ce pouvoir, il se développe quand il obtient son premier Don, ou peu après.
- Lumen - C'est la capacité à produire de la chaleur ainsi que de la lumière dans la paume des mains. Cela provoque aussi une résistance à la chaleur et au feu (ce qui signifie qu'il ne peut pas être brûlé, mais pourrait encore mourir de l'inhalation de fumée).
- Télépathie avec les animaux - La capacité de communiquer avec les animaux. John a découvert cet héritage vers la fin du premier tome, bien qu'il soit son tout premier, car il n'en a pris conscience que tardivement.
- Amélioration - Tous les Gardanes possèdent une amélioration de leur force physique, de leur vitesse, de leurs réflexes, de leur endurance et de leur résistance.
- Ximic - Pouvoir de copier les Dons des autres gardes (il possède donc tous les Dons possibles), les Dons qu'il a récupéré grâce à ce don sont:
  - Guérison - Il possède le pouvoir de guérir les êtres malades et/ou blessés. Il copie ce Don sans s'en rendre compte.
  - Invisibilité - Il acquiert ce don via Six. Cela lui permet de se rendre invisible et de rendre des personnes et des objets invisibles également.
  - Vision pétrifiante - Il acquiert la faculté de transformer en pierre ce qu'il voit grâce à Daniela.
  - Télépathie - Pouvoir de communiquer par la pensée. Il obtient ce pouvoir grâce à Ella.
  - Vol - Il a le pouvoir de voler. Il apprend ce don via Cinq qui l'entraîne dans sa prison dans le septième tome Tous pour un.
  - Congélation - Il acquiert ce Don via Marina. Lorsqu'il l'utilise c'est comme utiliser le Lumen à l'envers, il baisse la température au lieu de l'augmenter.
  - Dreynen - John acquiert le pouvoir du Dreynen, sois le fait de priver quelqu'un doté de pouvoirs de ses dons, à la fin de Tous pour un et l'utilise sur Setrakus Ra. Il apprend ce don via Ella, ou 10.

### Henri Smith / Brandon
Henri est le Cêpane de John, ou Numéro Quatre. Il avait une femme sur sa planète natale, Lorien, mais il les quitta pour protéger John quand Lorien a été envahi par les Mogadoriens. En arrivant à Paradise, dans l'Ohio, le Cêpane change de prénom, passant de Brandon à Smith. Il est souvent sur Internet pour être informé des problèmes survenus dans le monde et vérifier que les autres lorics sont bien cachés aux yeux des Mogadoriens. Il est souvent très stressé à l'idée de laisser John seul, ainsi que de rester plusieurs mois au même endroit. Souvent très renfermé, il refuse d'avouer ses sentiments et tous les secrets que contient le coffre loric. Il aide John pour son apprentissage au combat et aussi pour l'amélioration et la perfection de ses dons, dans le premier tome. Il est comme un père pour John mais est souvent en désaccord avec ce dernier. Henri meurt à la fin du premier tome, en essayant de protéger John des Mogadoriens.

### Hadley / Bernie Kosar
Bernie Kosar est une Chimère de Lorien qui a suivi et assuré la protection de John et d'Henri depuis qu'ils sont venus sur Terre. En Floride, Bernie est apparu sous la forme d'un lézard, tandis qu'à Paradise, il a pris la forme d'un Beagle. Bernie est nommé ainsi d'après un poster représentant un ancien quaterback du même nom dans leur maison de Paradise. Le vrai nom de Bernie Kosar sur Lorien est Hadley, comme le révèle la lettre d'Henri dans Le Pouvoir des Six. John n'était pas au courant de la vraie nature de Bernie (alors qu'Henri le savait) jusqu'à ce qu'il se transforme en une bête géante lors de la bataille avec les Mogadoriens au lycée.
Sam Goode, de son vrai prénom Samuel Goode, est le meilleur ami de John. Sam est un croyant dévoué aux extraterrestres et aux conspirations étrangères, il croit d'ailleurs que son père a été enlevé par l'un d'eux puisque dans ses dernières recherches, le père de Sam a étudié la vie extraterrestre et il a essayé d'en suivre des traces. Il soupçonne John d'être un extraterrestre lorsqu'ils sont attaqués pendant Halloween par Mark et ses amis et que ses mains s’illuminent, trahissant son don de Lumen, mais il n'en obtient la 1.

### Numéro Six / Maren Elizabeth
Numéro Six est la seule autre enfant Loric dans le premier roman en dehors de Numéro Quatre / John Smith. Elle a 16 ans. Elle dit à Sam d'un ton sarcastique que son nom est Jane Doe dans le film, mais on apprend dans le second tome que l'une de ses identités fut Maren Elizabeth. Six est décrite comme ayant les cheveux noirs et longs (mais représentée avec des cheveux blonds, plus tendance, dans le film), des yeux noisette, les pommettes saillantes, une bouche large, et mesure environ deux centimètres de moins que Numéro Quatre / John Smith. À première vue, elle s'avère être de caractère autoritaire et dure, voire "garçon-manqué". Cependant, dans Le Pouvoir des Six, plus l'histoire avance, plus elle se rapproche de Sam et Numéro Quatre et nous livre certains de ses sentiments et de ses émotions. Sa Cêpane Katarina meure trois ans avant que le roman commence, on apprendra plus tard qu'elle entraînait Numéro Six depuis sa plus jeune enfance ce qui la rend beaucoup plus forte que John. Elle est une Gardane, comme le sont tous les autres enfants Loric. Les dons de Six sont:
- Télékinésie - Comme John, elle peut déplacer des objets avec son esprit. Il n'est pas dit comment elle a développé ce "Don".
- Invisibilité - Six peut se rendre invisible. Elle parvient à se faufiler partout, même sous les yeux de nombreux Mogadoriens. Six peut rendre des personnes et objets invisibles simplement en les touchant, mais cela se limite. Il est dit que le grand-père de John avait ce pouvoir.
- Manipulation Élémentaire - Six peut contrôler les quatre éléments fondamentaux: la Terre, l'Air, le Feu et l'Eau. Elle peut apparemment mélanger ces attributions, quand elle fait monter une tempête dans la lutte finale.
- Amélioration - Tous les Gardanes possèdent une amélioration de la force physique, de la vitesse, des réflexes, de l'endurance et de la résistance.

### Numéro Trois / Hannu
Numéro Trois a été décrit comme un enfant de 14 ans, qui apparaît au début du livre, poursuivi par les Mogadoriens dans une jungle en Afrique, au Kenya et est rapidement attrapé et tué par un Mogadorien, après avoir tué son Cêpan. 
Il apparaît également dans Numéro Quatre : Les héritages où Adam tente de le sauver mais échoue et voit son père tuer Numéro Trois.
Son seul Don connu est :
- Amélioration - Tous les Gardanes possèdent une amélioration de la force physique, de la vitesse, des réflexes, de l'endurance et de la résistance. Il utilise ce don pour sauter par-dessus le ravin, dans le livre. Cependant, il n'a pas survécu parce qu'il y avait un Mogadorien sur l'autre côté du ravin.

### Numéro Huit / Naveen / Vishnu
Reclus dans les chaines de montagnes Himalayennes, Numéro Huit est découvert lors du troisième tome de la saga. Il est décrit comme un jeune garçon bronzé musclé et gentil.
Son Cépane, nommé Reynolds, meurs tué par les Mogadoriens après avoir été trahi par une femme dont il était amoureux. On dit qu’il a rencontré le commandant Sharma lors d’un entraînement alors qu’il était sous la forme de Vishnu. Lors du test de reconnaissance des trois gardanes en Inde, il affronte tout d’abord Marina sous la forme de Kurma : mi homme mi tortue puis six en prenant l’apparence de Parashurama et il prédit le troisième test contre Elle avec Narasimha. 
Numéro huit meurs, tué par numéro cinq dans le tome 4, d'un coup de poignard en plein cœur.
Les donss de Huit sont:
- Télékinésie - Il peut déplacer des objets avec son esprit. Il n'est pas dit comment il a développé ce don.
- Amélioration - Tous les Gardanes possèdent une amélioration de la force physique, de la vitesse, des réflexes, de l'endurance et de la résistance. On apprend aussi qu'il sait marcher/courir sur l'eau.
- Transformation - Il peut se métamorphoser en plusieurs avatars particuliers.
- Téléportation - Il peut aller d'un endroit à l'autre très rapidement en se téléportant où il veut. Dans le roman nous apprenons que son pouvoir reste malgré tout limité et il ne peut pas se téléporter sur de longues distances, il ne peut aller que jusqu'à une soixantaine de mètres, et plus il va loin, moins il est précis.
- Marcher sur l'eau - il en fait la démonstration lors du test dans les montagnes et s'en sert lors de sa téléportation ratée.

### Numéro Sept / Marina
Sa Cêpane se nomme Adelina, et elles vécurent toutes les deux dans un orphelinat pour filles en Espagne. Ayant perdu de vue le but de leur venue sur terre, la cepan de Marina refusait de l’entraîner et de poursuivre la mission de retrouver les autres gardanes pour détruire le mouvement Mogadorien. Marina détestait cet endroit et n'avait qu’un ami du nom d’Ector. Elle aime aller s'isoler dans une grotte qu'elle a découverte et elle y peint le visage des personnes qu'elle voit dans des visions, notamment le visage de Numéro Quatre et celui d'une jeune fille aux cheveux bruns. Une jeune "orpheline" arriva et elles devinrent amies, elle se nommait Ella, mais c'était aussi Numéro Dix. Dans le tome 2 Numéro Six viendra chercher les deux Gardanes et Adelina mourra en acceptant d'accomplir son devoir de sauver Marina de l'attaque des Mogadoriens. 
Marina tomba amoureuse de Huit peu avant sa mort, d'où son désir de vengeance envers Cinq, son meurtrier.
Les dons de Sept sont :
- Télékinésie - Comme John et tous les autres Gardanes, elle peut déplacer des objets avec son esprit. Il n'est pas dit comment elle a développé ce "Don".
- Amélioration - Tous les Gardanes possèdent une amélioration de la force physique, de la vitesse, des réflexes, de l'endurance et de la résistance.
- Nyctalope - Marina a la faculté de voir dans l'obscurité la plus totale et peut ainsi se diriger même dans des endroits sombres. Elle découvre ce don lorsqu'elle s'aventure dans une grotte très sombre mais où elle voit parfaitement clair.
- Amphibienne - Elle a le pouvoir de respirer sous l'eau. Elle découvre ce don au moment où elle est au bord de la noyade.
- Guérison - Elle possède le pouvoir de guérir les êtres malades et/ou blessés.
- Glace- Ce don lui permet de geler ce qui l’entoure et de créer des stalactites qu’elle lance sur ses ennemies. Elle découvre ce don dans une grande colère au moment où Huit est assassiné.

### Numéro Dix / Ella
Elle n’était qu'un nourrisson lorsqu'elle arrive sur Terre. Ses dons sont :
- Aeternus - Il lui permet de changer d'âge comme elle le veut, elle peut rajeunir, elle ne peut pour l'instant pas dépasser les 12 ans (son âge) et a rencontré Sept sous une apparence d'une fille de 7 ans.
- Télépathie - Elle peut communiquer par la pensée avec qui elle veut. Elle fut capable de contacter Six alors que celle-ci était à l'autre bout de la planète.
- Dreynen - Il lui donne la faculté d'annuler temporairement le don d'un autre Gardane. C'est l'un des plus rares ("Dons") qu'Ella découvre dans le cinquième roman.
- Clairvoyance - Elle peut voir le futur. Elle peut ainsi voir différentes versions probables du futur.

Son Cêpan s'appelait Crayton, il n'est pas son Cêpan officiel car ils ont dû quitter Lorien précipitamment, il le devient par défaut.

### Numéro Neuf / Stanley
Avec son Cêpan Sandor, ils auront vécu pendant cinq ans dans un hôtel à Chicago loin de tout, leur hôtel possède toutes sortes de pièces, y compris une salle d'entrainement, une salle de surveillance et se situe au 22e étage. À la fin du second tome, nous apprenons que Neuf s'est fait capturer et que son Cêpan est décédé. Les dons de Neuf sont:
- Télékinésie - Comme John et tous les autres Gardanes, il peut déplacer des objets avec son esprit. Il n'est pas dit comment il a développé ce don.
- Anti-gravité - Il peut, s'il le souhaite, passer du sol au plafond comme bon lui semble puisque la gravité n'a pas d'effet sur lui.
- Télépathie avec les animaux - Tout comme John/Numéro 4, il peut communiquer avec les animaux. Dans le roman La Révolte des Neuf on peut constater qu'il parle avec Bernie Kosar.
- Amélioration - Tous les Gardanes possèdent une amélioration de la force physique, de la vitesse, des réflexes, de l'endurance et de la résistance.
- Transférer ses pouvoirs - Neuf a le pouvoir de transférer ses pouvoirs aux humains, comme il l'a fait avec Sam à la fin du deuxième roman.
- super-vitesse - il court beaucoup plus vite que les autres Gardanne

### Numéro Cinq
Il dit avoir vécu avec son Cêpan sans n'avoir jamais croisé les Mogadoriens. Pour cela, il changerait constamment d'île, comme la Jamaïque ou d'autres moins connues. En vérité il avoue à la fin de L'Empreinte de Cinq qu'il a été élevé par les Mogadoriens. Les dons de Cinq sont :
- Télékinésie- Comme tous les Gardanes, il est capable de déplacer des objets à l'aide de son esprit.
- Amélioration - Tous les Gardanes possèdent une amélioration de la force physique, de la vitesse, des réflexes, de l'endurance et de la résistance.
- Vol - Cinq a le pouvoir de voler, il lui est cependant difficile de transporter une personne comme John en fera l'expérience dans L'Empreinte de Cinq.
- Externa- Il peut prendre les caractéristiques de tout ce qu'il touche.

### Les Gardanes
Comme il est expliqué dans Numéro Quatre, les Gardanes sont les protecteurs de Lorien. Ce sont eux qui, dans leurs années d'adolescence, ont développé des dons -des pouvoirs surhumains-, pour pouvoir contribuer à la protection de leur planète. Lorsque Lorien est envahie par les Mogadoriens, neuf enfants Gardanes - appelés "Anciens Originels" dans le second tome - sont envoyés loin de leur planète, sur la Terre. Seul Numéro Dix fut envoyé séparément. À leur arrivée sur la Terre, un sort destiné à leur permettre de survivre leur fut jeté ; si les Mogadoriens finissaient par les retrouver, ils ne pourraient les tuer que dans un ordre précis, chacun portant un numéro de un à neuf. Toutefois, informés que ce sortilège cessera de faire effet le jour où il se réuniront, ils s'éparpillèrent sur la surface du globe, augmentant ainsi leurs chances de ne pas être retrouvés. Après une tentative infructueuse sur la personne de Six, les Mogadoriens veillèrent donc à ce qu'ils soient abattus dans l'ordre, de un à neuf, pendant qu'ils se tiennent à l'écart les uns des autres. Dans Le Pouvoir des Six, il est dit que, si la nature est laissée seule à suivre son cours sans interruption, les dix Gardanes finiront par prendre possession de leur Héritage, développant des dons qui dépasseront de loin ceux des dix Anciens Originaux.

### Les Mogadoriens
Les Mogadoriens sont les principaux antagonistes de la série. Les Mogadoriens sont des extraterrestres de la planète de Mogadore. Ils partirent à la conquête de Lorien après que leur propre planète eut commencé à mourir. Ils y décimèrent toute la population. Mogadore fait deux fois la taille de Lorien et environ un cinquième de la taille de la Terre. Ils chassent les 9 Gardanes ayant trouvé refuge sur Terre après l'invasion de peur que leurs puissances les dépassent. Ils prévoient de conquérir la Terre après la destruction des neuf Gardanes et Cêpans qui ont réussi à fuir pendant la guerre sur Lorien. Selon les descriptions par Katarina, la Cêpane de Six, et Henri, ainsi que le livre, les soldats Mogadoriens sont albinos, la peau pâle, des yeux noirs, et les dents dentelées, tandis que d'autres sont en apparence identiques à l'homme. Ils sont souvent en groupe et partagent une prédilection pour les villes et les endroits bondés.

### Pikens et Krauls
Bien qu'on ne sache que leurs noms dans, Le Pouvoir des Six, les Pikens et Krauls sont les bêtes des Mogadoriens que l'on voit à la bataille de l'école dans le film. Ils sont utilisés comme « éclaireur » par les Mogadoriens. Les Pikens sont de grandes créatures destructrices, tandis que les Krauls sont plus petits et plus voraces ce qui font d'elles des bêtes meurtrières, dans la bataille du lycée (fin du 1er tome). Quatre arrive à convaincre une de ces créatures de se retourner contre les Mogs, la créature ayant été torturée et affamée, elle accepte et protège les personnages principaux au péril de sa vie.

## Adaptation cinématographique
En 2009, DreamWorks Pictures a acheté les droits de Numéro Quatre. Le film est sorti le 18 février 2011 aux États-Unis, et le 6 avril 2011 en France. Ce film fut le premier de DreamWorks à être distribué par Disney's Touchstone Pictures. Il a reçu généralement des commentaires plutôt négatifs de la part des critiques, avec entre autres Rotten Tomatoes, qui lui donne un score de 33 %, basé sur 158 commentaires. Le film a rapporté au niveau mondial 149 878 437 dollars pour un budget d'environ 60 millions de dollars, mais n'a pas répondu aux espérances. Ce film a réalisé 688 858 entrées en France. En France, le film reçoit une bonne note de la part du public avec une note de 3,3 sur 5 en moyenne, de la part de 7 436 commentaires, sur Allociné.